# Paku (Payung)
Paku is een bestuurslaag in het regentschap Bangka Selatan van de provincie Bangka-Belitung, Indonesië. Paku telt 1920 inwoners (volkstelling 2010).